# Görgei Artúr
Görgői és toporci Görgei Artúr (1848-ig Görgey formában, keresztlevelén szereplő neve: Johannes Arthur Woldemár Görgey) (Toporc, 1818. január 30. – Budapest, Lipótváros, 1916. május 21.) 1848–49-es honvédtábornok, hadügyminiszter, az 1848–49-es forradalom és szabadságharc idején több alkalommal a honvédsereg fővezére, 1849. augusztus 11. és 13. között három napig Magyarország teljhatalmú vezére, akkori kifejezéssel diktátora. Polgári végzettségét tekintve vegyész, és 1848 előtt e területen is kiemelkedő eredményeket publikált.
A szabadságharc bukása után Ausztriába internálták. Ebben az időszakban írta meg kétkötetes emlékiratát, amit 1852-ben jelentetett meg németül. Csak 1867-ben, a kiegyezés után térhetett vissza Magyarországra. Testvére, Görgey István házában élt 1916-ban, 98 éves korában bekövetkezett haláláig.
Nem volt énbennem semmi katonai zseni. Az csak mese, magyar legenda, mint annyi más. Rendet tartottam a katonáim között, ez az egész, és a fickók derekasan viselték magukat néhányszor. A többi lárifári.

## Élete

### Születésétől 1845-ig
A Görgey család az Árpád-korban, II. Géza király idején szász hospesekkel települt az országba. Első ismert őse, Jordán, a szepesi szászok comese a tatárjárás idején a szászokat a Menedékkőre (Lapis refugii) vezetve tette lehetővé a későbbi Lőcse megalapítását. Érdemei okán a Görgeyeké lett a második olyan cipszer család, amely (1256-ban) az országos nemesek közé emelkedett. Görgey Artúr ebbe az időközben elszegényedett családba született 1818. január 30-án a felvidéki Toporcon.
Nehéz gyermekkora volt, nagyanyja, Görgely Jánosné doloviczényi Doloviczényi Anna Mária (1751–1834), megszakított minden kapcsolatot a családdal, mert Görgei Artúr édesapja, Görgey György (1777–1843) rangon alul nősült; a lőcsei, polgári származású Perczián Erzsébetet (1784–1829) vette feleségül. Édesanyja az erdélyi örmény  Perczián  család leszármazottja. A kitagadás miatt állandó anyagi gondok nehezítették a család helyzetét. Az apai ági felmenői között a felsőkubini Kubinyi-, az okolicsnói Okolicsányi-, illetve a grádeci Stansith Horváth családok találhatóak.

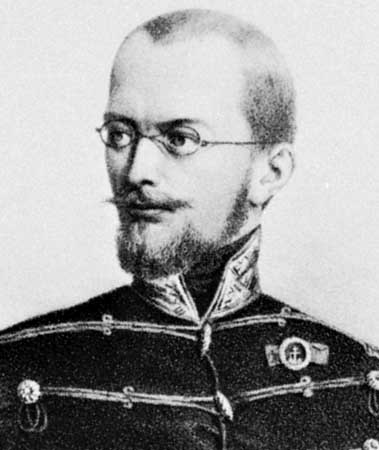
Portrélitográfia, Magyar Nemzeti Múzeum

Tanulmányait Késmárkon kezdte. Tanár szeretett volna lenni, de apja utasítására katonai pályára lépett. 1832 és 1836 között a tullni katonai utászakadémia hallgatója, 1836-ban a császári-királyi 60. gyalogezred hadapródja lett. 1837-ben előléptették hadnaggyá, majd a magyar nemes testőrséghez került – éppen nála nyolc évvel idősebb bátyja, Görgey Ármin helyére (ő is részt vett az 1848–1849-es szabadságharcban). 1842-ben a Nádor-huszárokhoz került főhadnagyi rendfokozatban. A kemény szolgálati évek férfivá edzették. Szolgálata közben éledt fel benne a nemzeti érzés, újra gyakorolni kezdte anyanyelvét. 1843-ban eljegyezte Medgyaszay Friderikát, egy bécsi magyar nagykereskedő lányát, ám akkoriban a katonák házasságkötését rendfokozathoz és életkorhoz kötötték, ezek elérése előtt csak kaució ellenében nősülhettek. Ezért Görgey apja halála után, 1845. július 31-én kilépett a hadseregből, és ősztől Prágában vegyészetet kezdett tanulni.

### 1845-től 1848. május 26-áig
A prágai Károly Egyetemen Josef Redtenbacher professzor tanítványa lett. Hamar önálló tudományos munkát is végzett, megoldotta a zsírsavhomológok elválasztását (sóik alkoholban való különböző oldékonysága révén). A kókuszdió olajának zsírsavairól írott dolgozata 1848-ban két előkelő folyóiratban is megjelent.
Magyarországon akart vegyészi képzettségének megfelelő beosztást kapni. Megpályázta az átmenetileg megüresedett műegyetemi kémiai tanszéket. Professzori kinevezés helyett azonban az ismert hadvezéri karrier várt rá.
Én katonai sikereimnek legnagyobb részét chemiai tanulmányaimnak, a búvárkodás révén szerzett értelmi fegyelmezettségemnek köszönöm… Chemiai tanulmányaim közben tanultam meg azt, hogy puszta okoskodásaiban, sőt megfigyeléseiben is mily sokféleképpen csalódhatik az ember a valóság felől: de egyúttal azt is megtanultam, miféle módon lehet csalódásait sikeresen ellenőrizni, így a valóság felismeréséhez biztosan eljutni.
A szabadságharc bukása után még csaknem hetven évig figyelemmel kísérte a kémia fejlődését, de nem válhatott újra e tudomány aktív művelőjévé.
A vegyész Görgeyről még itthon sem igen tudnak. Pedig tudománytörténetileg bizonyított, hogy 1848. évi tanulmányával a kémikusok körében elismerést szerzett. Tudományos eredményei hosszú időn át érvényesek maradtak, amit Than Károly 1893-ban így igazolt: „Görgei adatai azóta sokszor fölhasználtattak, és minden nagyobb összefoglaló kémiai szakmunkában föl vannak véve". Állítását Ilosvay Lajos is megerősítette: „Eljárása ma sem múlta idejét, sokáig tájékoztatott minden ilyen természetű kutatásban" – írta 1907-ben, és Görgey dolgozatának magyar közreadását azzal indokolta, hogy szerzője „az első született magyar kémikus, aki a kémia világirodalmában nevét megörökítette." Élete rövid válságba jutott, igen sanyarú körülmények között kényszerült élni (eladott lovának, és egyenruhájának árából tartotta fenn magát), menyasszonya felbontotta eljegyzésüket. A bajból professzora segítette ki, aki tisztes ösztöndíjat, és lakást biztosított neki. Jól végezhette tanulmányait, mert Redtenbacher a lembergi egyetem tanársegédjévé szerette volna tenni.
Fordulópont életében 1847 novembere, amikor utolsó nagybátyja, Görgey Ferenc elhunyt, és ráhagyta toporci birtokát. Görgey kapva kapott az alkalmon, részint magyar nyelvtudását csiszolni tudta volna, részint pedig kémiai tanulmányainak eredményeit a mezőgazdaságban kívánta érvényesíteni. 

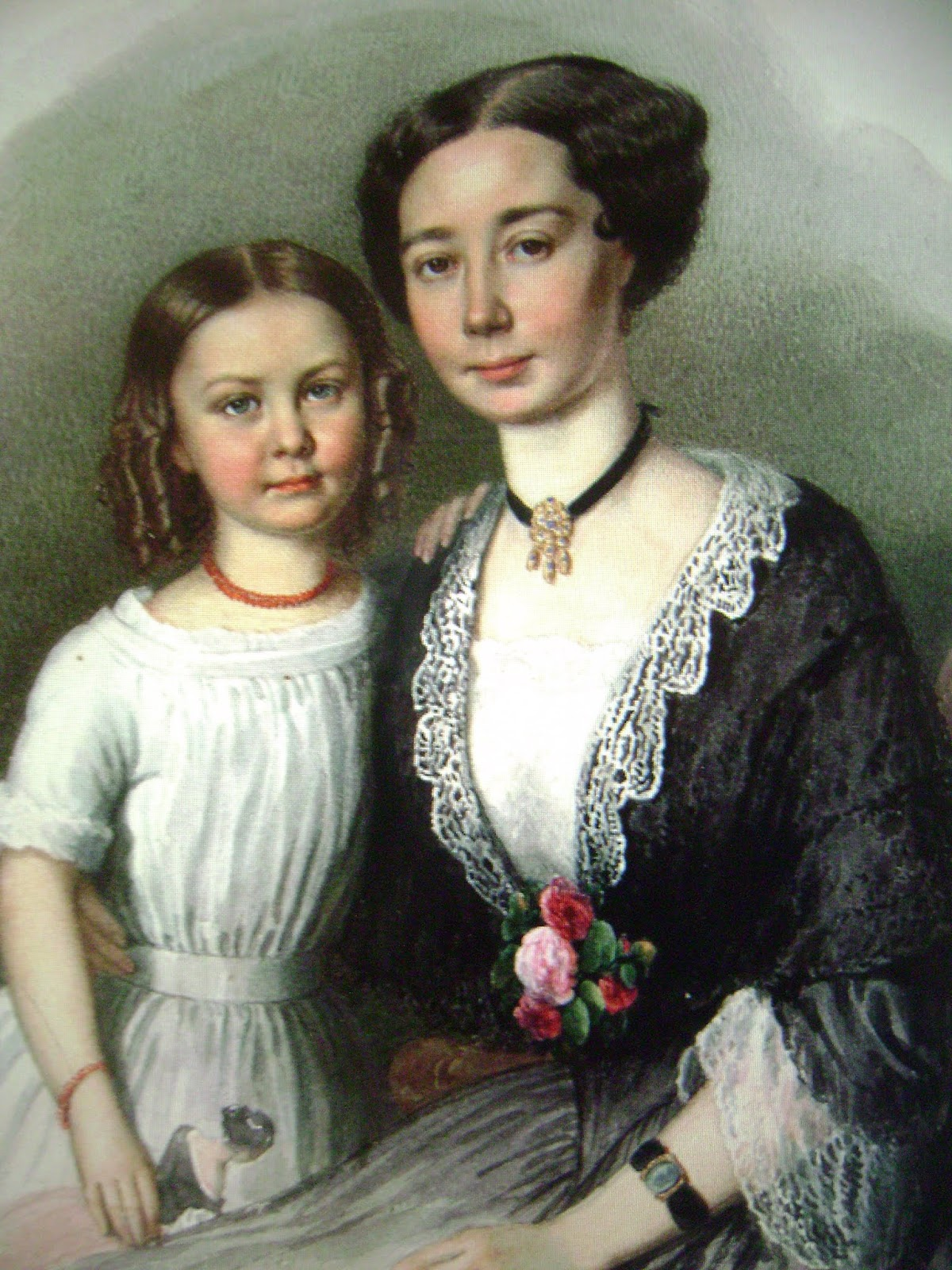
Görgei Artúr felesége, Adéle és lányuk, Berta

Nem is egyedül akart Toporcra visszatérni; még Prágában, Redtenbachernél megismerkedett Adéle Aubouinnel, akinek 1848 januárjában megkérte a kezét, s március 30-án esküdtek egymásnak hűséget a prágai evangélikus templomban.
A toporci élet nem tartott sokáig. Még befejezte szakdolgozatát („A kókuszolaj szilárd és folyékony zsírsavai”), amit el is küldött Redtenbachernak. Több szaklapban is megjelent, ám a sors fintoraként csak klagenfurti száműzetésében kapta kézhez az érte járó tiszteletdíjat. Ez időben történt neve írásának megváltoztatása is, Görgey István hatására: a nemesi Görgey helyett ezentúl a plebejus Görgei alakot használta, öccsével ellentétben, élete végéig. A március 15-ei események hírei komolyan foglalkoztatták, a kormány május 17-én, a honvédség megszervezésére kiadott felhívására nem sokkal később Pestre utazott, és jelentkezett a hadseregbe.

### A forradalom, és a szabadságharc alatt

#### Előzmények, és az őszi hadjárat
1848. május 26-án Toporcról Pestre utazott, ide hívta a kormánynak a honvédség szervezéséről szóló szózata és az a május 17-ei felhívása, mely felszólította a kilépett katonatiszteket, hogy álljanak be az új hadseregbe. Görgeit mint volt (huszár) főhadnagyot honvéd századosi ranggal (1848. június 9-ei hatállyal) osztották be a Győrött szerveződő 5. honvédzászlóaljba.

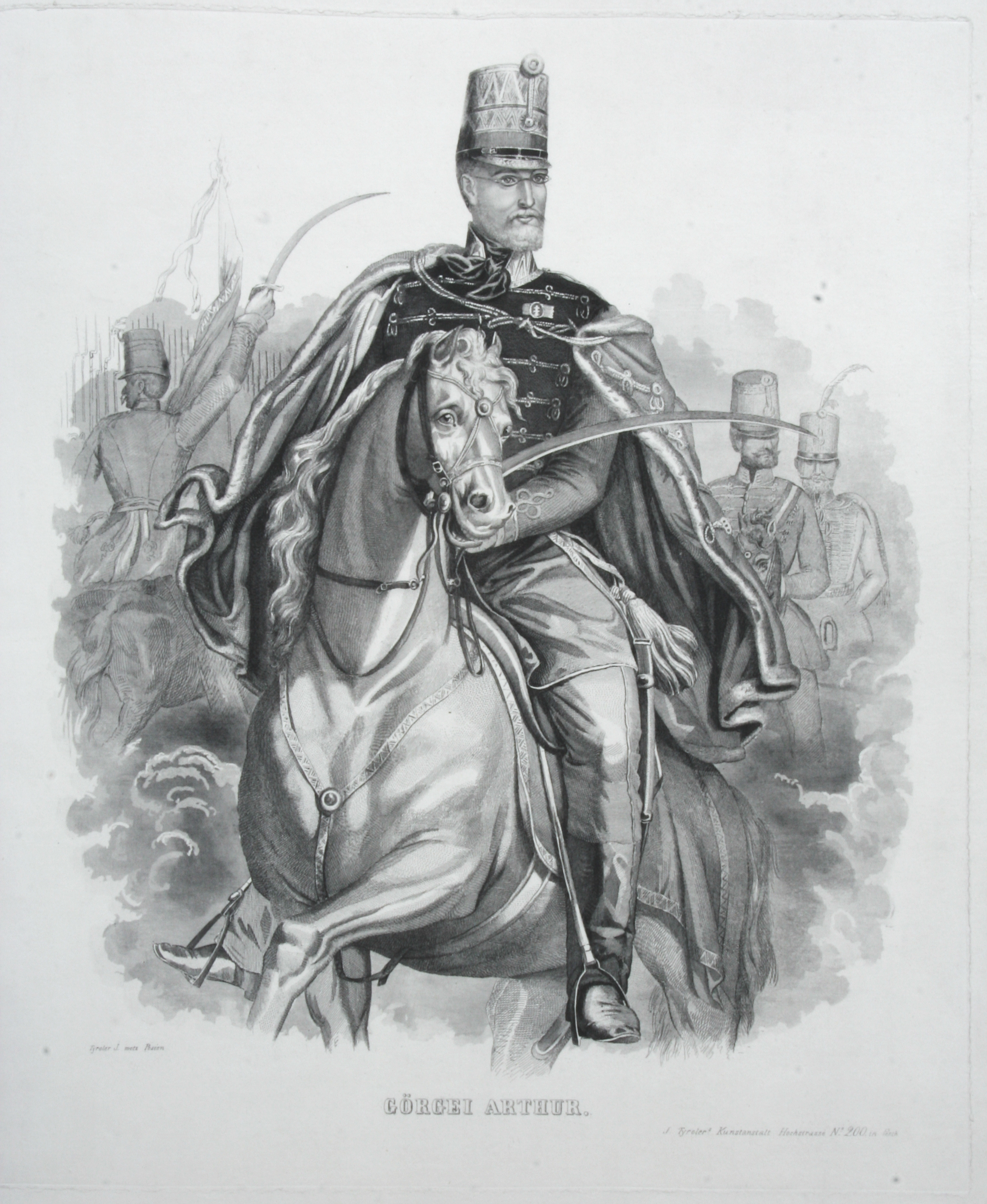
Görgei Artúr

1848 júliusában berendelték Batthyány Lajos miniszterelnök katonai irodájába (katonai) titkárnak (Ivánka Imre mellé), majd az Országos Nemzetőrségi Haditanács fegyverfelügyelői osztályának titkára lett (Szabó Imre mellett).
Konstantinápolyba, majd Szmirnába kellett utaznia, hogy fegyvereket vásároljon. Július 20-án Bécsújhelyre ment gyutacsokért, utána Prágába csappantyúkért. A feladatot pontosan teljesítette, a kívánt mennyiséget megszerezte a bécsújhelyi tüzérszertárból, majd Prágában szerződést kötött a Sellier és Bellot céggel, amit a gyár később megszegett, és nem szállított. A gyárban szerzett tapasztalatai és a prágai könyvtárak beható tanulmányozása alapján hazatérése után szakvéleményt készített egy magyar gyutacs- és csappantyúgyár felállítására. Ennek vezetésére olyan vegyészt javasolt, akinek katonai képzettsége is van, feltehetően magára célozva. Az ügy kapcsán ismerte meg őt Kossuth pénzügyminiszter, aki hajlandónak mutatkozott pénzt adni a gyár céljaira. Kossuth bizonyára arról is értesült, hogy Görgei felkereste 1848 tavaszán báró Eötvös József közoktatásügyi minisztert a pesti egyetemen megüresedett kémiatanári állás tárgyában. Ezért írta 1848. december 2-án a támadást sürgető levelében az akkor már tábornok Görgeinek: „Mi ketten megmentjük hazánk szent ügyét és kikérjük jutalmul, hogy a megmentett hazában én paraszt, Ön vegytan professzor lehessen… Azért tegye meg nekem azt a grátiát, kedves Professzor úr… és verjen jól valamelyik körmére az ellenségnek." A sors azonban nem a katedrát rendelte számára. A kémikusból híres tábornok lett.

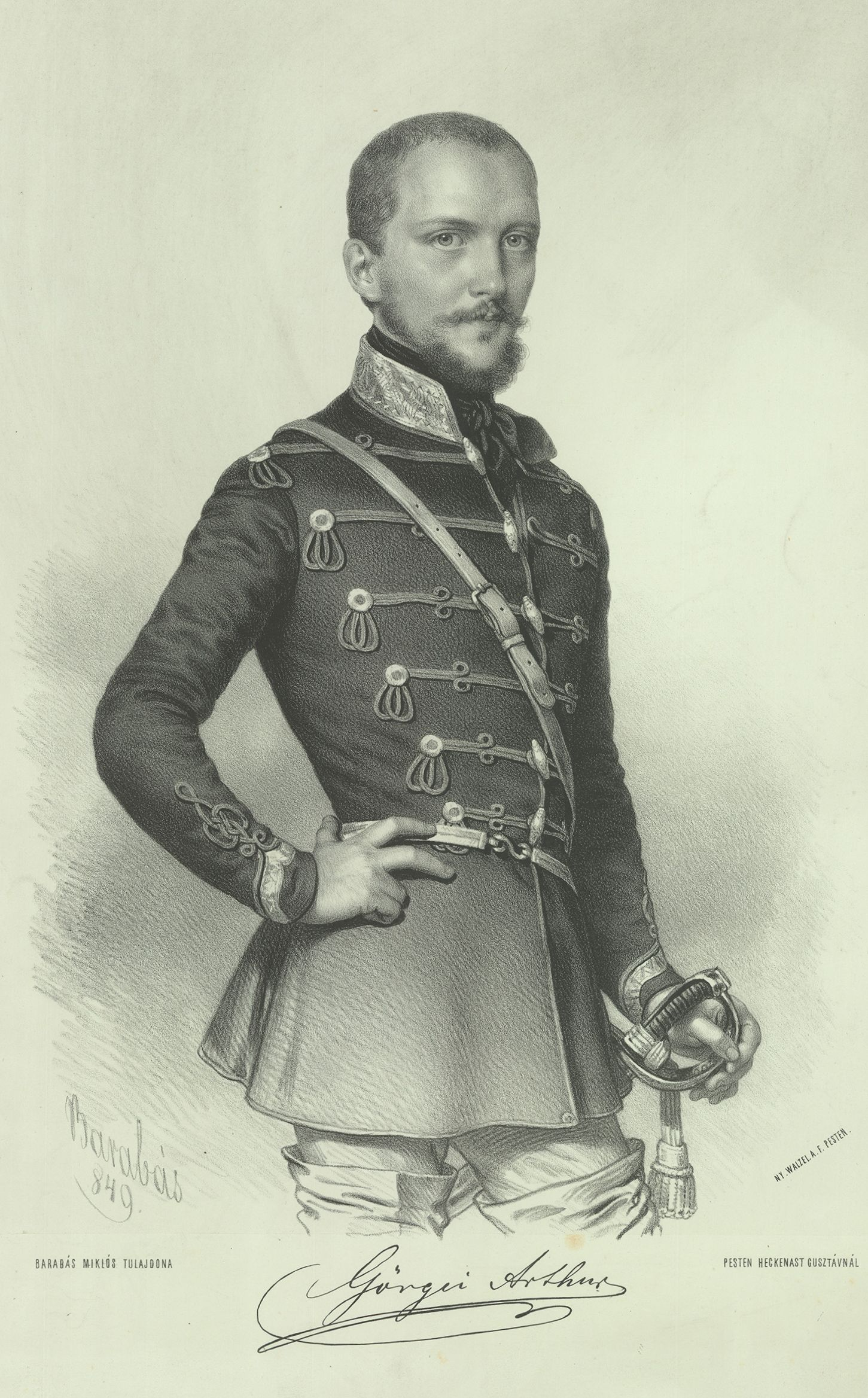
Görgei Artúr (Barabás Miklós metszete, 1849)

1848. augusztus 27-én Görgei javaslatot tett Batthyány miniszterelnöknek egy lőkupak (gyutacs)gyár felállítására, hogy a magyar haderő tragikus lőszerhiányán segítsen. Őt tették volna meg a gyár igazgatójává, de aztán katonai tapasztalatai miatt inkább a harcoló alakulatokhoz osztották be. Az országban 1848. augusztus második felétől sorra alakultak a nemzetőr zászlóaljak, amelyeket augusztus 27-én a miniszterelnök rendelete négy nagy kerületi táborba (Pápa, Vác, Arad, Szolnok) vont össze. Görgei augusztus 27-én kapta meg honvédőrnagyi kinevezését, és a tiszáninneni önkéntesen mozgó nemzetőrség parancsnokaként Szolnokra került, ahová kilenc vármegyéből irányították az újoncokat. Itteni szervező munkája csupán tíz napra korlátozódott, majd szeptember 23-án Batthyány Szolnokról a Csepel-szigetre rendelte, hogy akadályozza meg Roth és Philippovich tábornokok csapatainak Jelasics seregével való egyesülését. Mint a Csepel-sziget katonai parancsnoka elfogatott két Zichyt, Ödönt (aki születési nevén Zichy Eugen, azaz Jenő volt) és unokaöccsét, Pált, akiknél Jellasicstól kapott menlevelet, illetve röpiratokat találtak, majd a rögtönítélő bíróság elnökeként Ödönt hazaárulás vádjával felakasztatta, Pál ügyét pedig átadta a polgári bíróságnak. Ezzel a tettével (először és utoljára akasztottak fel arisztokratát a szabadságharc alatt) hívta fel magára Kossuth és az ország figyelmét.
1848. október 2-án Móga János fővezér Perczel Mór nemzetőr ezredes alárendeltségében az Ercsinél gyülekező 5. hadoszlop parancsnokává nevezte ki, Perczel pedig az előcsapat (2 gyalog- és 2 lovasszázad, 1 üteg) vezetésével bízta meg.
Október 4-én Tác helységig vonult, és megütközött két század horvát határőrrel, majd éjjel Soponyánál ismét szétkergette őket. Amikor elvágta visszavonulásuk útját, az ellenséges alakulat parancsnoka, Alois Haas százados ezer emberével letette a fegyvert. Amikor Philippovich tábornok értesült elővédjének sorsáról, megpróbált Ozora felé menekülni, és csapatainak teljes bekerítését október 7-én csak Perczel késése akadályozta meg: a horvát csapatokat észak felől Perczel, dél felől a Csapó Vilmos vezette tolnai népfelkelés, keletről Görgei zárta körül. Az ozorai diadal után összetűzésbe került Perczel ezredessel, ami a későbbiekben is megnehezítette az együttműködésüket.
Október 7-én honvédezredessé nevezték ki, és a Móga János tábornok vezette feldunai hadsereghez helyezték át, ahol az elővéd dandárparancsnoka lett. Október 11-én Kossuth Lajos és Madarász László október 15-ei hatállyal honvéd tábornokká (vezérőrnaggyá) nevezte ki, majd október 28-án október 20-ai hatállyal ismét kinevezték tábornokká. (Görgei október 11-ei kinevezése alapján rangidős volt, később azonban nem ezt tekintették mérvadónak, hanem október 28-ai kinevezését.)
A schwechati csatában a magyar hadak centrumának a parancsnoka volt. Csapatainak nagy része tapasztalatlan nemzetőrökből és népfelkelőkből állt, akik az ágyútűztől és a gyors visszavonulástól megijedtek és tömegesen megfutamodtak. Móga lemondása után, 1848. november 1-jén lett a feldunai hadsereg fővezére. A Schwechatnál megvert és Köpcsénybe visszavonult sereget Győrnél kívánta összevonni, átszervezni és pihentetni, de Kossuth kívánságára határvédelemre rendezkedett be. Az osztrák hadsereg decemberi előrenyomulása elől fokozatosan visszavonult a főváros felé.
Megpróbálták őt okolni Perczel móri csatavesztéséért, jóllehet mindent megtett a siker érdekében: fedezte a fővárosba vezető utakat, és különítményt is indított Perczel megsegítésére. A móri vereség után az országgyűlés december 31-én tárgyalásokat kezdett Windisch-Grätzcel, és feladta Pestet.
December 31-én Görgei levélben utasítást kapott Kossuthtól, hogy csapatait a Buda előtti első védelmi vonalba vonja össze, vállaljon csatát, de gondoljon a sereg megmentésére és Buda–Pest kímélésére is. A Promontoron tartózkodó Görgei annyira felháborodott a katonai szempontokat figyelmen kívül hagyó, a vezér meghallgatása nélkül hozott végzésen, hogy másnap Pestre ment. Kossuthot már nem találta ott, ezért a hadügyminiszter helyettese, Vetter Antal tábornok elnökletével haditanácsot tartott az említett végzés katonai felülbírálására. 1849. január 2-án a haditanács hatálytalanította Kossuth parancsát, és a Görgei által javasolt haditervet fogadta el. A terv szerint Perczel hadserege a Tiszántúlt és Debrecent védi, míg Görgei, maga után vonva az ellenség fő erőit a Felvidék felé veszi az irányt, és Lipótvár felmentése után a hadügyminiszter utasítása szerint a Hernád völgyében egyesül a felső-tiszai hadsereggel.
A fővárosba érve a régi császári tisztek jelentős része lemondott, és elhagyta a sereget, így Görgei január 5-én, Vácott megfogalmazta kiáltványát, amelyben kijelentette, hogy a feldunai hadsereg ragaszkodik az V. Ferdinánd által szentesített, 1848-as törvényekhez, és ellenzi ezek túllépését. A kiáltvány célja az volt, hogy az ingadozó tiszteket visszaszerezze a feldunai hadsereg számára, és ezt el is érte, Debrecenben azonban nem váltott ki pozitív reakciót: Kossuth bizalma megrendült benne, amiért nem az Országos Honvédelmi Bizottmánynak, hanem a felelős magyar kormány hadügyminiszterének kívánt engedelmeskedni. Vácott a kormány rendeletére Görgei serege a VII. hadtest nevet vette fel. 1849. január 5-én a feldunai hadtest négy hadosztályból (Aulich Lajos, Kmety György, Piller János, Guyon Richárd) és egy önálló hadoszlopból (Simon András) állt; összesen mintegy 12–13 000 fővel (17 gyalogzászlóalj, 23 lovasszázad, 72 ágyú).

#### A téli hadjárat
A hadművelet célja az volt, hogy elvonja az osztrák főerőt a Tisza vonalától, a felvidéki bányavárosok felé (a kormány ekkor Debrecenben tartózkodott) és egy megerősödött hadsereggel térjen vissza a küzdelembe. E cél elérését minden nagyobb ütközet veszélyeztette, ezeket tehát végig kerülnie kellett. A haditerv sarkpontja az a kérdés, vajon üldözik-e őt a császáriak vagy egyenesen Debrecen ellen vonulnak. Görgei felső-magyarországi hadművelete három részre osztható: az első magába foglalja Lipótvár felmentését, a második a bányavárosokba való kitérést és a hadtest egy hétig tartó pihentetését, a harmadik menet a Szepességbe és innen Eperjes–Kassa környékére.
Windisch-Grätz teljes erővel jóllehet csak két hétig követte, üldözését a cs. kir. mellékerőkre bízta, de ez az időnyereség lehetővé tette Perczel számára, hogy újjászervezze hadtestét. Az osztrák parancsnokságnak eleinte fogalma sem volt arról, hogy Görgei mit tervez (tartottak attól, hogy Bécs, illetve Olmütz felé fordul), ezért jelentős erőket hagytak Pest-Budán, és környékén, valamint a morva határon. Mire kiismerték a haditervet, Görgei már időt nyert. Az üldözőkkel (Götz, Csorich, Jablonowski és Schlik), a folyamatos utóvédharcokat nem számítva háromszor bocsátkozott ütközetbe, Szélaknánál, és Hodrusbányánál vereséget szenvedett, a Branyiszkói-hágónál Guyon Richárd csapatai viszont kierőszakolták az áttörést, ezzel szabaddá téve az átkelést Eperjes, illetve Kassa felé. Jóllehet Lipótvárat nem sikerült felmenteni és a bányavárosokban sem tölthettek kellő időt, Görgei hadjárata stratégiai szempontból sikeres volt: az így nyert idő alatt sikerült megszilárdítania a Tisza melletti magyar ellenállás vonalát, a feldunai hadsereget pedig sikerült ütőképes egységgé kovácsolnia. Görgei serege Kassán egyesült a Klapka vezette felső-tiszai hadsereggel. Schlik hathatós üldözését azonban megakadályozta az, hogy a kormány 1849 februárjában Henryk Dembińskit nevezte ki fővezérnek, aki Klapka seregét Miskolcra rendelte, majd pár nappal később Görgeinek is megtiltotta a félszemű osztrák generális üldözését.

#### A kápolnai csata
Dembiński fővezérré való kinevezése a feldunai hadtest tisztikarában már február közepén ellenérzést szült. Jó példa erre Görgei február 14-i napiparancsa:
Az 1849. február 12-én kelt hadügyminiszteri rendelet a feldunai hadtestet magyar királyi 16. hadosztály névvel Dembiński altábornagy fővezérlete alá helyezi. Midőn ezt az egész 16. hadosztállyal szolgálati úton közlöm, felhívok minden alám rendelt törzs- és főtiszt urat, fogadják ezt a látszólagos megaláztatást ugyanazzal az egykedvűséggel, amilyennel én magam, lemondván hadtestparancsnoki önállóságomról, az együtt ülő országgyűlés határozatának engedelmeskedve, magamat Dembiński altábornagy – egy, amint mondják, hadban megőszült tisztes hadvezér – parancsainak önként alávetem.
Dembiński és Görgei együttműködési kísérlete hamar kudarcba fulladt. Görgei nehezményezte, hogy az új fővezér az ő tudta nélkül rendelkezik a hadosztályparancsnokokkal, és hogy a hadsereg ellátásának központosítása fejetlenséghez vezet. A lengyel vezér a haditervről sem tájékoztatta a hadtestparancsnokokat, így a kápolnai csata előestéjére az arcvonalba csupán tizenhatezer főnyi haderő vonult fel. Görgei és Bayer ezredes, a VII. hadtest vezérkari főnöke február 26-án Egerben keresték fel a fővezért, hogy tisztázzák ellentmondásos parancsait. A Verpelét felől hallatszó ágyúzást meghallva innen indultak a harctérre, majd Dembiński Görgeit Kálra rendelte, és a balszárny vezetésével bízta meg. Mivel Dembiński törzskara Egerben maradt, futártiszt hiányában Görgei maga vitte a másnapra (február 27-ére) kiadott parancsot Mezőkövesdre a Guyon-hadosztályhoz. A kápolnai csata másnapján Dembiński újabb intézkedése értelmében Görgei a jobbszárny vezetésével lett megbízva. A Dessewffy- és a Poeltenberg-hadosztály élén délután 2-3 óráig tartóztatta fel Schlik hadtestét a Verpeléttől keletre fekvő magaslatokon. Ekkor azonban kénytelen volt Kerecsend felé visszavonulni, ha nem akarta kockáztatni, hogy a Kápolnán, Kálon és Tófalun át előretörő ellenség elvágja visszavonulási útját. Az általános visszavonulás során Poroszlónál a VII. hadtest csapatai fedezték az átkelést a Tisza-hídon, kitéve a veszélynek, hogy az osztrák csapatok támadása esetén felmorzsolódhatnak.
Bár Windisch-Grätz túlértékelte győzelmét, a kápolnai csatavesztés egy időre megakasztotta a magyar hadvezetés támadó fellépését.

#### A tavaszi hadjárat

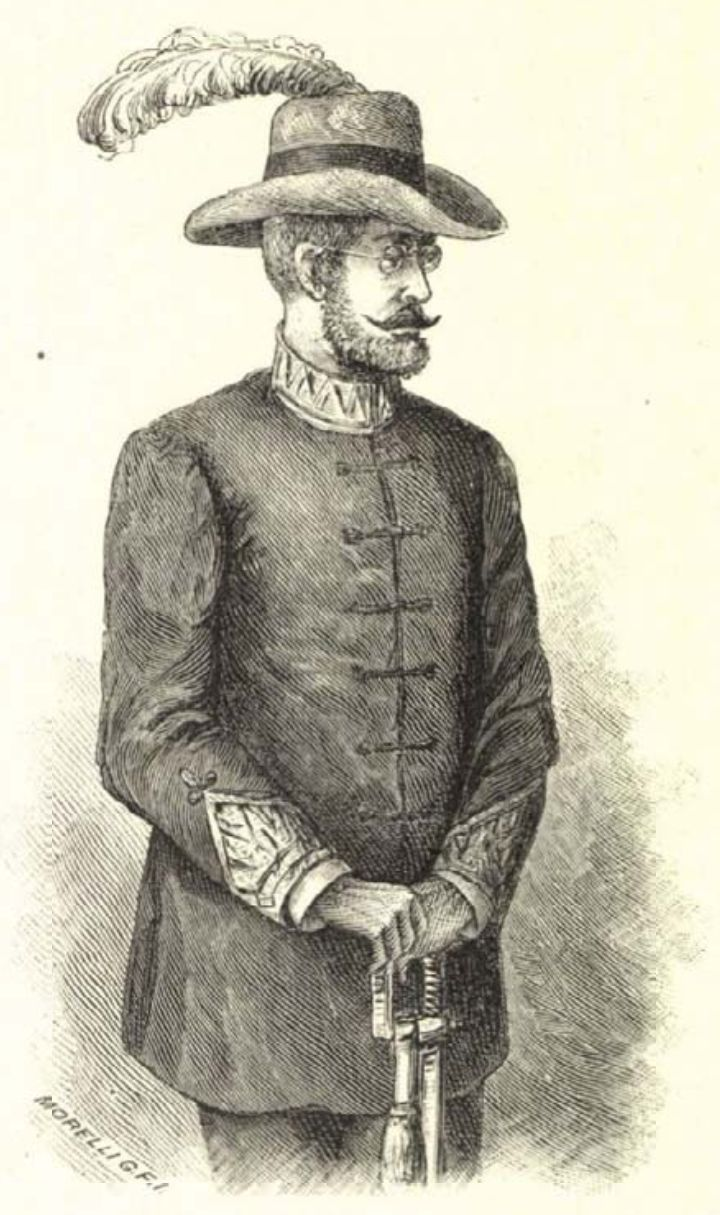
A táborban (egykorú rajz után készítette Morelli Gusztáv)

A kápolnai vereség idézte elő a tisztikarban a „tiszafüredi zendülést”. A Klapka-hadtest tisztikarából kiinduló lázongás lecsillapítására Szemere Bertalan Dembińskit elmozdította parancsnoki tisztségéből, és Görgeit nevezte ki fővezérnek. Kossuth a zendülés hírére Tiszafüredre utazott, hogy Görgeit főbe lövesse, azonban az események tisztázása után elállt ettől a tervétől. Görgeit azonban nem hagyta meg fővezérnek, helyette március 8-án Vetter Antal tábornokot nevezte ki. Március 9-én Görgei a téli hadjárat sikeréért megkapta a Magyar Katonai Érdemrend II. osztályát, részben mellőzésének ellensúlyozására.
1849. március 30-án Kossuth (Vetter betegsége idejére) ideiglenes fővezérré nevezte ki Görgeit. Vezetésével április elején indult meg a támadás. A haditerv a császári csapatok bekerítésére irányult, melyet átkaroló hadművelettel kívántak elérni. A bekerítés egy elterelő hadművelet sikerességétől függött, amelyet a VII. hadtestnek a fősereg látszatát keltve Hatvan környékén kellett végrehajtania. Eközben az I., II. és III. hadtesteknek kellett a Jászságon át megkerülnie az ellenséges sereget. A terv szerint a négy hadtestnek április 7-én egyesült támadást kellett intéznie a császári csapatok ellen, és siker esetén a főerőket elvágták volna Pesttől.
Az első összeütközésre a császári csapatokkal Hatvannál (április 2.) került sor, amikor a gyöngyösi országúton menetelő VII. hadtest keveredett kisebb csatározásba Schlik felderítő elővédjével. Az ütközet magyar győzelemmel ért véget, Schlik csapatait Hatvan mögé sikerült szorítania Gáspár és Poeltenberg csapatainak.
Április 4-én, a Klapka vezette I. hadtest Tápióbicskénél előzetes felderítés nélkül vonult be a faluba, ahol a Jellasics hadtestéből származó egész Rastics-dandár tartózkodott, mely ellentámadásával kavarodást és nagy veszteséget okozott Klapka csapatainak, ezek fejvesztve menekültek a Tápió hídjához. A csata menetét az érkező Damjanich tábornok III. hadteste fordította meg, kivívva a győzelmet. Az ütközetben kitüntette magát a Leiningen-dandár 3. és 9. (vörössipkások) honvédzászlóalja, amely Földváry Károly vezetésével kiszorította az ellenséget a faluból.
- Isaszegnél (április 6.), majd
- Vácnál (április 10.) és
- Nagysallónál (április 19.)

sorozatos csapásokat mért a császári főseregre.
Április 26-án felmentette Komáromot az ostromzár alól.
Május 21-én, 17 napos ostrom után bevette Buda várát, majd a hadsereg főparancsnokság mellett átvette a hadügyminisztérium igazgatását is.
1849. május 27-én kinevezték altábornaggyá. Egyúttal megkapta a Magyar Katonai Érdemrend I. osztályát is (ezt rajta kívül csak Bemnek adták meg), de egyik jutalmat sem fogadta el. A diadalmas április eleji csaták után felajánlott gödöllői kastélyt és koronauradalmat is visszautasította.
Szintén még májusban megválasztották a dédesi kerület országgyűlési képviselőjévé.

#### A nyári hadjárat
Június közepén (június 16., 20–21.) több támadást indított a Vág mentén, ezek azonban a megígért újoncok (10–12 000 fő) hiánya és az immár orosz csapatokkal megerősített osztrákok túlereje miatt kudarccal végződtek. A június 26-i pesti minisztertanácson keresztülvitte haditervét, mely szerint a további hadműveleteket kifejezetten az osztrákok ellen kell irányítani Komárom térségéből, míg az oroszokkal való nyílt ütközetet lehetőleg kerülje a magyar hadsereg, kísérelje meg az orosz hadsereget tárgyalásokkal kivonni a háborúból.
Haynau ellentámadása a győri csata (június 28.) után Komárom falai alá szorította vissza seregét. Ennek hatására Kossuth elvetette Görgei tervét, s egy újabb, Görgei távollétében tartott minisztertanács a Szegednél történő összpontosítás mellett döntött. Görgei helytelenítette ezt a megoldást, de az engedelmességet ezúttal sem tagadta meg.
A július 2-án Komárom mellett vívott csatában egy huszárroham élén súlyos fejsebesülést szenvedett, ezért a hadsereg vezetését ideiglenesen (július 2–11.) Klapka Györgynek adta át. Július 1. – Kossuth egy tévedés miatt levélben leváltotta Görgeit a fővezérségről és a fővárosba rendelte, hogy vegye át a hadügyminisztérium vezetését. Az új fővezér Mészáros Lázár lett. Július 4-én Görgei a kormányhoz írt levelében lemondott a hadügyminiszterségről és bejelentette, hogy a hadseregnél kíván maradni. Ugyanezen a napon a feldunai hadsereg memorandumban kérte Kossuth Lajos kormányzót, hogy hagyják meg Görgeit a hadsereg élén.
Július 5-én a minisztertanács újra Görgeire ruházta a hadseregparancsnok tisztét. Július 6-án a Komáromban tartott haditanács elfogadta Görgei tervét, hogy július 9-én kíséreljék meg az áttörést. Július 11-én vívták a második komáromi csatát (Klapka György vezetésével).
Kossuth többszöri sürgetésére Görgei július 13-án elhagyta Komáromot, hogy a magyar seregtestek gyülekezőhelyéül kijelölt Szeged–Maros vonal felé vonuljon, Vácnál azonban már cári csapatok állták útját. Véres utóvédharcokkal (július 15., 17., 23., 25–26., 28.), nagyjából a téli hadjárat útvonalát megismételve Tokajig vonult, ezalatt sikerült az orosz főerőket távol tartania a tiszai és a déli magyar seregtől. Ezután az oroszokat megelőzve átkelt a Tiszán, Nyíregyháza érintésével vonult tovább Nagyvárad felé. Eközben Debrecennél, augusztus 2-án oldalvédjének parancsnoka, Nagysándor József vigyázatlanul bevárta az orosz főhadsereget és a kibontakozó egyenlőtlen csatában vereséget szenvedett, súlyos veszteségekkel csatlakozott Görgei főseregéhez. Nagyváradról augusztus 5-én Aradra hívták Görgeit, hogy serege ott egyesülhessen a Dembiński vezette magyar déli hadsereggel.

#### A világosi fegyverletétel
Görgei erőltetett menettel érkezett augusztus 9–10-én Aradra. A remélt seregösszevonás elmaradt, mert Henryk Dembiński altábornagy végül Temesvár felé vezette a magyar déli hadsereget. Így Görgei és serege a Temesvár mellett lezajlott döntő ütközetben (erőviszonyok: magyar IV. hadtest + III. hadosztály, kb. 55 000 fő, 120 ágyú; osztrák II. hadtest + (orosz) I. hadosztály + három kisebb egység, kb. 90 000 fő, 350 ágyú) nem vehetett részt.
A temesvári vereség (augusztus 9.) után, augusztus 10-én este Arad várában Kossuth négyszemközti tanácskozást tartott Görgeivel. Még várták a jelentést a temesvári csata kimeneteléről. Vereség esetére Görgei kijelentette a kormányzónak, hogy leteszi a fegyvert. Kossuth éjszaka megjegyzés nélkül továbbküldte Görgeinek a katasztrofális vereségről szóló hadijelentést. Ezután a kormány felhatalmazta Görgeit az orosz főhadsereggel való külön tárgyalásra. Görgei felszólítására 1849. augusztus 11-én a magyar kormány lemondott, s ráruházta a katonai és a polgári teljhatalmat. Addigra az ellenséges hadseregek Magyarország csaknem teljes területét elfoglalták, ezért ez a kinevezés nem jelentett tényleges hatalmat, csak jogi hátteret biztosított. Így Görgei mind az esetleges tárgyaláshoz, mind a valószínű fegyverletételhez törvényes úton foghatott hozzá. Miután az orosz hadseregtől még aznap megérkezett a tárgyalást elutasító válasz, a tábornok számára csak a fegyverletétel maradt.
… helyzetünkben felszerelés nélkül, pénz nélkül, a hadsereg ellátásában egyes-egyedül harácsolásra utalva határozottan tagadom, hogy – még ha további sikerek lehetőségét föl is tesszük – ellenállásunk tartós lehet; és szembe kell néznünk azzal a ténnyel, hogy a háborúnak az említett wallensteini elv szerint való folytatása tulajdon hazánkban – bűn.
1849. augusztus 11-én az aradi haditanács (mintegy 80 fő, köztük több későbbi aradi vértanú tábornok) kimondta a fegyverletételt. Görgei a határozathozatal idejére elhagyta a termet („kötelezve magam, hogy határozatuk értelmében fogok cselekedni”).

1849. augusztus 13-án a magyar fősereg (29 889 fő) a szöllősi mezőn (Világos mellett) feltétel nélkül letette a fegyvert az orosz hadsereg előtt. Ez a gesztus azt jelképezte a nemzetközi közvéleménynek, hogy Magyarország csupán a túlerő előtt hajolt meg, nem adta fel azokat az elveket, amelyekért 1848-ban felvette a harcot. Görgeit másnap elválasztották tábornoktársaitól, és Nagyváradra vitték.
A nagyváradi orosz hadifogságban augusztus 27-én értesítették, hogy a bécsi udvar kegyelmet adott neki, azonban ausztriai száműzetésre ítélte.
A feltétel nélküli fegyverletétel és életének megkímélése miatt Görgei Artúrt mintegy másfél évszázadig árulóként tartotta számon a magyar közvélemény.

### Világostól haláláig

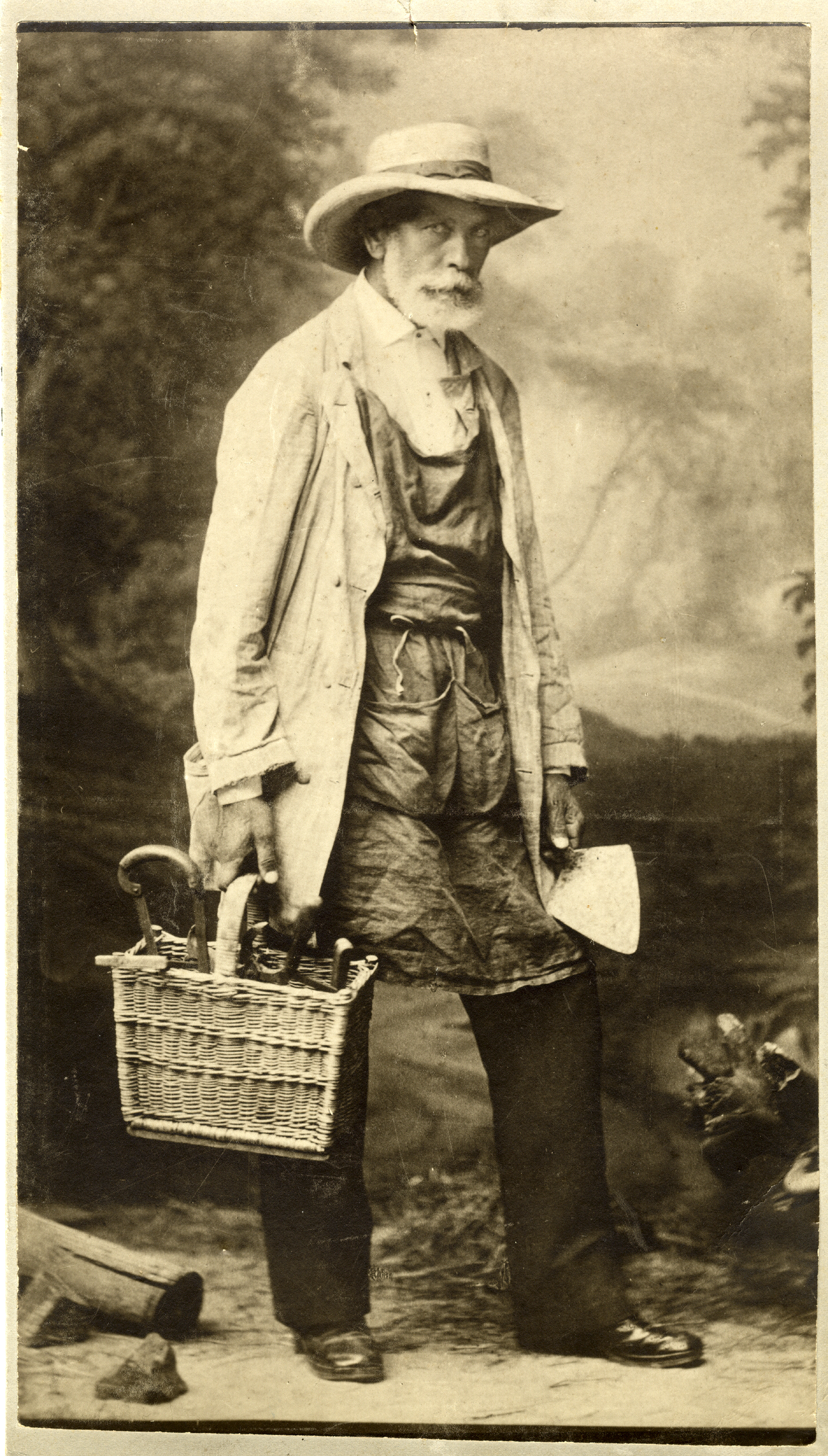
Görgei Artúr kertészkedés közben

Kossuth 1849. szeptember 11-én írta meg híres vidini levelét, amelyben – alaptalanul – árulónak nevezte Görgeit. Görgei 1849. szeptember 11. – 1867. november 3. között az ausztriai Klagenfurtban internáltként élt. 1850-ben született leánya, Berta, majd 1855-ben fia, Kornél. 1858-ban átköltözött a szomszédos Viktringbe.
1852-ben adta ki Lipcsében német nyelvű, kétkötetes emlékiratát, de az osztrák hatóságok elkobozták a birodalom területére jutott példányokat. Magyarországon csak 1911-ben adták ki újra, Görgey István fordításában.
1862 márciusában memorandumot juttatott el III. Napóleon francia császárhoz, amelyben a maga módján szerette volna elősegíteni a Magyarország és Ausztria közötti kiegyezést. Felhívta a császár figyelmét, hogy a Kossuth-féle emigrációs vezetés és a francia nagyhatalom érdekei között ellentét feszül, s hogy Franciaországnak nem érdeke a magyar emigráció és az olasz egység támogatása.
Memorandumokat írt Ivánka Imre országgyűlési képviselő kérésére, hogy előkészítsen egy törvényjavaslatot a „Magyar véderő szervezéséről”:
- 1867. február – első memoranduma Deák Ferenchez;
- 1867. május – második memoranduma Deák Ferenchez.

Pesten 1867. május 28-án megjelentette Gazdátlan levelek című, magyar nyelvű írását a világosi fegyverletétel körülményeiről. Május 29-én írta meg utolsó nagyobb hatást kiváltó cikkét (Nyílt kérelem Kossuth Lajos úrhoz), amelyben reagált Kossuth Lajos Deák Ferenchez intézett nyílt levelére (ún. Cassandra-levél). Abban Kossuth a szabadságharc bukását ismételten árulásnak tulajdonította, amire válaszul Görgei felszólította Kossuthot: „… hagyjon fel végre amaz áltanok hirdetésével, melyekkel Ön a haza dolgát fel nem építhette és fel nem építheti…”
1884-ben Klapka György és több száz honvédtiszt olyan memorandumot írt alá, amelyben nem tekintik Görgeit hazaárulónak. Testvére feleségének, Dedinszky Arankának a közbenjárására 1884-től Tisza Kálmán miniszterelnök évi 2400 forint nyugdíjat ajánlott fel számára, amelyet 1889-ben Bánffy Dezső miniszterelnök 3000 forintra emelt fel. Nyugdíját 1902-ben Széll Kálmán miniszterelnök – a 48-as honvédeket nyugdíjazó bizottság döntése értelmében – a volt honvéd tábornokokat megillető évi 8000 koronára, majd 1909-ben Wekerle Sándor miniszterelnök pedig 10 000 koronára emelte fel.
Budapesten hunyt el 98 éves korában 1916. május 21-én (Buda bevételének napján) IV. kerületi Mária Valéria (ma V. kerület Apáczai Csere János) utca 17. szám alatti lakásában. Temetésén kémikusok is elkísérték utolsó útjára, amely a Magyar Nemzeti Múzeum csarnokából a Kerepesi temető árkádsírjába vezetett. A díszsírhelyet a székesfőváros tanácsa adományozta neki. Azóta itt, Kossuth síremléke közelében alussza örök álmát a szabadságharc kiemelkedő vezetője és a magyar vegyészek büszkesége.

## Görgei Artúr végrendelete
Végrendeletét halála előtt 24 évvel, 1892. május 18-án írta meg. Utolsó akaratát később sem változtatta meg. Egyedüli örökösévé sógornőjét, a történetíró Görgey István feleségét, Dedinszky Arankát tette meg, annak ellenére, hogy Aubouin Adéle-tól született gyermekei még éltek. Gyermekei, Görgey Berta és Görgey Kornél a hagyatéki tárgyalás jegyzőkönyvében foglaltak alapján elfogadták atyjuk végrendeletét, és még a törvényesen nekik járó kötelesrészről is lemondtak, ezért az egész hagyatékot Görgey Istvánné kapta.
Görgei Arthur végrendeletének szövege

„Szüleim után 1600 p. p. forintot örököltem. Ebből, mint huszárfőhadnagy egyenruhát készíttettem, lovat vettem. Vagyont szerezni nem voltam képes, de adósságaim nincsenek. Mikor megöregedve, és azért kereset nélkül maradva testvéröcsémnek, Görgey István kir. közjegyzőnek terhére estem: segített e közös bajunkon az ő nemes lelkű felesége, Dedinszky Aranka. Ennek bátor felszólalása meggyőzte Tisza Kálmán, akkori miniszterelnököt, hogy miután életben maradt honvéd tábornokok közül életfenntartási segélyben a magyar kormánytól többen részesültek: azt tőlem végképp megtagadni nem méltányos dolog. Hogy azóta a magyar kormány által nekem az 1880-as évek elejétől kezdve adott évenkénti segély összegből, mely eleinte évi 2400 forintot, később pedig 3000 forintot tett ki, gond nélkül élhetek, azt egyedül csak fent nevezett sógorasszonyomnak köszönhetem. Áldja meg érte a Jó Isten mind a két kezével, kedves gyermekeivel, unokáival együtt!

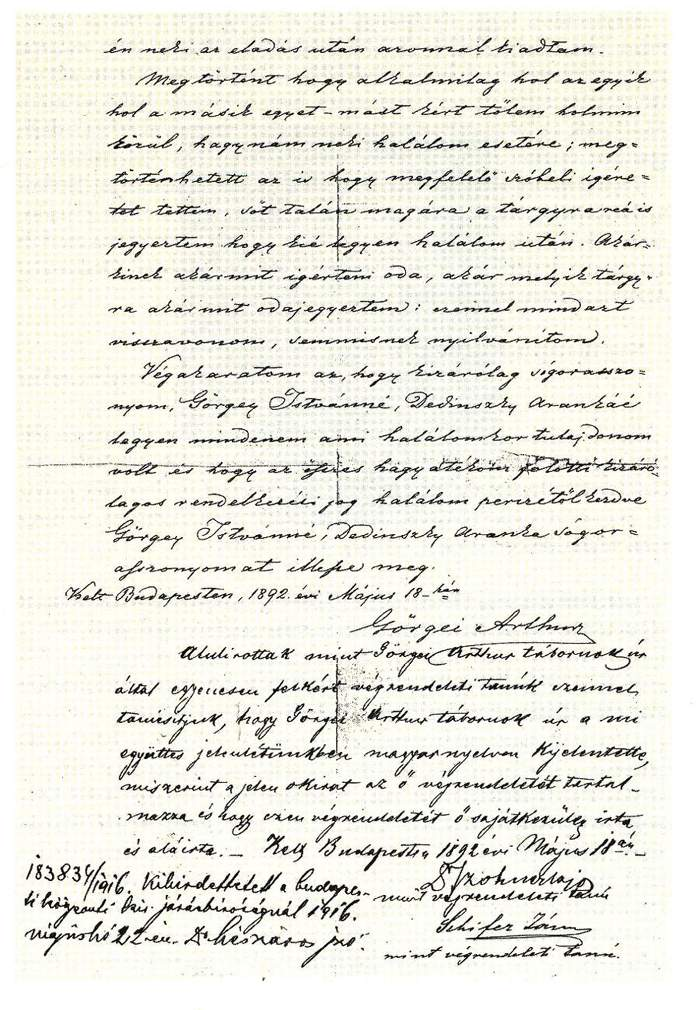
Görgei Artúr aláírása a végrendeletén

Halálom után, ami kevés ingóság marad, melyről nem lehet bebizonyítani, hogy nem az enyém volt életben, azt mind neki, Görgey Istvánné, Dedinszky Arankának hagyom. Úgy szintén neki hagyom azon 41 forint 23 krajcárt, mely összeg 1893. január 2-án lesz esedékes, az „Oesterreichische Allgemeine Versorgungsanstalt” részéről nevemre kiállított 116.432. számú „Rentenschein” [járadéklevél] alapján. Ő is, gyermekei is, időről időre rám szokták bízni készpénzük kezelését, értékpapírjaik, betétkönyveik eltevését. Azon íróasztalnak, melyet sok idő óta én használtam, fiókjában lesz egy nagy tárca. Abban találhatók a reám bízott értékpapírok, kié-kié külön borítékban, mindegyiken tulajdonosa neve. Amely borítékra ráírtam „Görgey Istvánné Dedinszky Aranka tulajdona". Abban egyebek közt benne van ama fent említett „Rentenschein” valamint azon 5000 forintról szóló életbiztosítási kötvény is, melynek ő (Görgey Istvánné Dedinszky Aranka) a kedvezményezettje.
Akadhat eltett leveleim közt feleségem, Aubouin Adélenak egyik levele, melyben ő elismeri, hogy nekem 700 forinttal tartozik, elengedem. Őneki ellenben semmi követelése énrajtam, miután Karintiában bírt és később eladott kis házam, (mint 18 évi közös gazdálkodásunk szerzeménye) eladási árának felét én neki, az eladás után azonnal kiadtam. Megtörtént, hogy alkalmilag, hol az egyik, hol a másik egyet-mást kért tőlem holmim közül, hagynám neki, halálom esetére megtörténhetett az is, hogy megfelelő, szóbeli ígéretet tettem, sőt talán magára a tárgyra reá is jegyeztem, hogy kié legyen halálom után, akárkinek akármit ígértem oda, akármelyik tárgyra akármit odajegyeztem: ezennel mindezt visszavonom, semmisnek nyilvánítom. Végakaratom az, hogy kizárólag sógorasszonyom, Görgey Istvánné, Dedinszky Arankáé legyen mindenem, ami halálomkor tulajdonom volt, és hogy az összes hagyatékom fölötti kizárólagos rendelkezési jog halálom percétől kezdve Görgey Istvánné, Dedinszky Aranka sógorasszonyomat illesse meg.
Kelt Budapesten 1892. évi május 18-án
Görgei Arthur s. k.”

## Nevének vitatott írása

### Az eredeti névalak megváltoztatása
A kutatók a mai napig is vitatkoznak nevének írásmódján. Tényként leszögezhető, hogy a születési és a halálozási anyakönyvben is y-os, Görgey alakban szerepel a neve. Görgey 1848 kora tavaszán jelentkezett Pesten a haza megvédésére, és felajánlotta szolgálatait a magyar kormánynak. Ekkor a plebejus forradalom iránti rokonszenve miatt, elhagyta családnevéből a nemesi származására utaló y-t. Bölöny József egy 1978-as tanulmányában így ír: „1848-ban azonban éppúgy elhagyta nevéből az y-t, mint ásvai Jókay Móric (Jókai Mór). Görgeinek írja magát mint hadvezér és hadügyminiszter minden proklamációjában, rendeletében és kinevezésében. Ezt a névírást használta azután életének további 68 évében, ezzel a névvel jegyezte emlékiratainak mindhárom nyelvű eredeti kiadását.”

### A Görgey-alak melletti érvek
Egy, a Magyar Nemzet 1988. október 18-i számában dr. Pásztor Emiltől megjelent olvasói levél alapján érvelnek a másik álláspont képviselői. Görgey István visszaemlékezése szerint mivel a család többi tagja továbbra is ipszilonnal írta a vezetéknevük végét, öregkorában – ami már az 1892-ben írt végrendelete megszületése utáni időszakra esett – okosabbnak találták az egykori következetlenséget egy indokoltabb új következetlenséggel reparálni, vagyis y-ra javítani az i-t. Ezt látszik alátámasztani az is, hogy 1911-ben az öccse által lefordított és az egykori altábornagy előszavával ellátott könyv, az Életem és működésem Magyarországon az 1848. és 1849. években címoldalán és szerzői előszavának végén már ipszilonnal íródott a szerző neve.

### A Görgei-alak melletti érvek
Azzal az állítással szemben, hogy élete végén visszaváltoztatta volna a nevét, áll az a korabeli újságdokumentumokkal alátámasztható tény, hogy Görgei 1912. június 11-én, a Tisza István elleni első merénylet után a gróf számára küldött saját kezű levelét „Görgei” névvel szignálta. A 94. születésnapján 1912. januárban neki átadott, Csiszér János által készített emlékérmen is „Görgei Arthur” felirat olvasható.

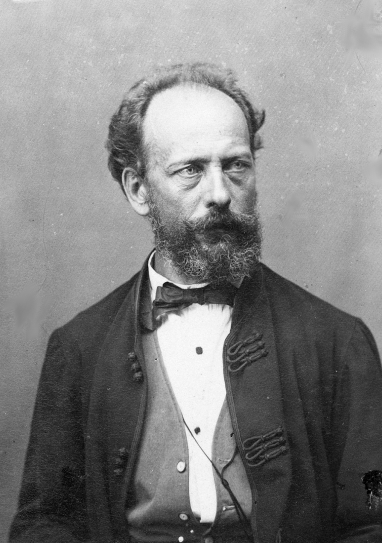
Görgei Artúr fényképfelvételen

A család is tiszteletben tartotta azt, hogy a forradalom melletti rokonszenvének kifejezéseként hagyta el nevében az y-t, és eme eszme mellett haláláig kitartott. Ezt bizonyítják a Görgey-nemzetség által május 23-án, majd a család által május 24-én kiadott gyászjelentések is, amelyek a Budapesti Hírlap 1916. május 23-i és 24-i számában szó szerint közölve jelentek meg, és amelyekben a család minden tagjának neve y-nal, az övé i-vel van írva:
„A görgői- és toporci Görgey Nemzetség mély megilletődéssel jelenti, hogy nesztora és örök büszkesége. Görgei Artúr magyar hazánk egykor diadalmas nagy hadvezére, majd sokaktól méltatlanul félreismert, de mindig szerető, hűséges, önfeláldozói fia május 21-ik napján hajnali egy órakor életének kilencvenkilencedik évében: hosszas szenvedés után elhunyt. Temetése május 25-ik napján, csütörtökön délután 3 órakor lesz az ágostai evangélikus egyház szertartása szerint a Nemzeti Muzeum csarnokából, s hamvai Budapesten a kerepesi-uti temetőben tételnek nyugalomra. Csodálatos hős volt az csatában és tűrésben egyaránt. Sem az ellenségtől kapott sulyos testi seb, sem a még fájdalmasabb lelki sebek miatt soha jajszóra nem fakadt. Magasztos nyugalmát és holtig töretlen derék bátorságát tiszta lelkiismeretéből és Istenbe, s nemzete jövőjébe vetett rendületlen hitéből merítette. Legyen az ő halála megdicsőülés. Tállya. 1916. május 22-ik napján. A Görgey Nemzetség-nevében Görgey Gyula császári és királyi kamarás, szolgálatra bevonult kapitány, a Görgey Nemzetség ez idő szerint legidősebb tagja.”
A családi gyászjelentés: „özvegy Görgey Istvánné. özv. Návay Sándorné született Dedinszky Aurélia, a maga, gyermekei: Návay Emil, Návay Lenke, Návay Erzsébet, özvegy Sántha Kálmánné, Návay Jolán Latinovits Frigyesné; menye: Návay Emiiné Korossy Zsófia; veje: Latinovits Frigyes; unokái : Návay Kata Gullner Elemérné, Návay Pál, Sántha Sándor, Latinovits Endre, Latinovits Flóra, Latinovits Tibor nevében Is szomorúan jelenti sógorának, Görgei Artúrnak e hónap 21-én éjjeli egy órakor, életének 99-ik évében bekövetkezett halálát. Temetése e hónap 25-ik napján, csütörtökön délután 3 órakor lesz az ágostai hitvallású evangélikus egyház szertartása szerint a Nemzeti Muzeum csarnokából, s hamvait a kerepesi-uti temetőben helyezzük nyugalomra. Történelmi nagyságát megillető hódolattal s hűséges gondos szeretettel környeztük Öt életének borús és derültebb napjaiban egyaránt. Csodás szellemének fénye. büszke, nemes szivének gyöngéd jósága jutalmazta ragaszkodásunkat. Magasztos emléke marad vigasztalónk és áldjuk Őt haló poraiban is.”
Tisza István gróf Görgey Istvánnénak címzett levelében Görgei Artur elhunyta alkalmából kifejezte részvétét.

### Következtetések
Kétségtelen, hogy születésekor a Görgey nevet kapta. Az is kétségtelen, hogy a halálozási anyakönyvben is Görgeyként szerepel. Arra azonban semmilyen hiteles forrásnak tekinthető írásos bizonyíték nincs, hogy 1848-at követően halála előtt bármikor is visszatért volna az y-os írásmódra. Hitelesnek tekinthető az 1892-ben íródott végrendeletén szereplő Görgei Arthur aláírás. Az utolsó hitelesnek tekinthető forrás, saját kezűleg írt, és Tisza Istvánnak i-vel írott, Görgei alakban aláírt levélről szól 1912. júniusból. Ez a dátum későbbi, mint amit az y-forma mellett érvelők hangoztatnak az 1911-ben megjelent könyv kapcsán. Ugyancsak az i-vel történő írás mellett szólnak a családi gyászjelentések, valamint Tisza István levele is.
Annak igazolására, hogy élete végén Görgei Artúr visszatért az y-os írásmódra, minden információ Görgey István könyvében megjelent állítására, és a könyv megjelenésével kapcsolatos ténykedésére épül. Ezt olyan következetesen végezte, hogy az eredeti művön szereplő alakhoz képest a fordításban megváltoztatta az írói nevet, és az eredeti kiadáson, valamint a két másik nyelvű fordításon is szereplő szereplő „Görgei” alak helyett a magyar fordításban a „Görgey” alakot adta meg a szerző nevénél. A Görgey Artúrként jegyzett előszó sem bizonyító erejű, mert a nyomdai előkészítésben Görgei Artúr nem vett részt, és így nevének írását legfeljebb a kinyomtatott művön láthatta. Ezt az állítást hitelesen az támasztaná alá, ha a levéltárak mélyéről előkerülne a saját kezűleg, y-nal aláírt előszó.

### A kérdés nyitott
A kérdést azonban hitelesen csak olyan dokumentum tudná az egyik vagy másik irányba eldönteni, amely egyértelműen arról szól, hogy Görgei Artúr életében saját maga nyilatkozott volna nevének visszaváltoztatott írásmódjáról. Mivel személyi igazolvány abban az időben még nem létezett, ezért a név írásmódjában az érintett személy általi formára kell hagyatkozni. Ebből a szempontból a Magyar helyesírási szabályzat szerinti megfogalmazás: „az egyöntetű írásgyakorlat biztosítása végett a család vagy a kiemelkedő történelmi személy által rögzített, korunkhoz legközelebb eső formát kell használni”, inkább a Görgei (i-vel a végén) írásmódot támasztja alá, mivel a saját magától származó írásos dokumentumok, valamint a család gyászjelentései is vele kapcsolatban a „Görgei” alakot rögzítik.
Síremlékén ugyanakkor, amely a székesfőváros tanácsa által adományozott díszsírhelyen áll, Görgey Arthur néven szerepel, a Budai Várnegyedben felállított szobrán ugyancsak a mai helyesírású keresztnévvel Görgey Artúr van. 

## Művei

### Önállóan megjelent

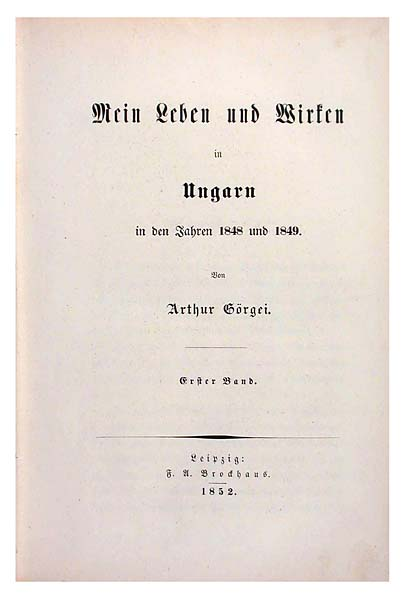
A Mein Leben und Wirken in Ungarn in den Jahren 1848 und 1849 címlapja

- Über die festen, flüchtigen, fetten Säueren des Cocusnussöles, Bécs, 1848 (Különnyomat: Sitzungsberichte der Kais. Akademie der Wissenschaften; 40 pengő forinttal jutalmazott munka. Egyidejűleg a Liebig, Annalen der Chemie und Pharmacie című folyóiratban is.) Online változat
- Mein Leben und Wirken in Ungarn in den Jahren 1848 und 1849, Lipcse, 1852. Két kötet. Erster Band Zweiter Band (angolul London, 1852, olaszul Torino, 1852, svédül Stockholm, 1852. Magyarul megjelent 1911-ben, fordította Görgey István. Kmety György bírálata: London, 1852, németül)
- Gazdátlan levelek; Ráth, Pest, 1867 (németül: Lipcse, 1867) online: http://mek.niif.hu/06800/06807/06807.htm
- Mit köszönünk a forradalomnak?; Franklin, Budapest, 1875 (névtelenül)
- Kossuth és Görgei; Franklin, Budapest, 1881
- Még egyszer Kossuth és Görgei; Franklin Ny., Budapest, 1881
- A kókuszdióolaj szilárd és folyékony zsírsavjairól; kiad. Ilosvay Lajos; Pesti Lloyd Ny., Budapest, 1907
- Életem és működésem Magyarországon az 1848. és 1849. években, Franklin, Budapest, 1911
- Seress László: Kossuth, Görgey és Szemere. Kiadatlan leveleik; Singer-Wolfner, Budapest, 1912
- Szemere Bertalan miniszterelnök emlékiratai az 1848/49-i magyar kormányzat nemzetiségi politikájáról; sajtó alá rend. Szűts Iván, előszó Horváth Jenő; Cserépfalvi, Budapest, 1941
- Életem és működésem Magyarországon 1848-ban és 1849-ben, sorozat: Pro memoria, Európa Kiadó, Budapest, 1988, ISBN 9630746212
- Kossuth Lajos–Görgey Artúr: Görgey contra Kossuth; sajtó alá rend., bev., jegyz. Pusztaszeri László; Helikon, Budapest, 1989
- Kossuth Lajos és Görgei Artúr levelezése, 1848–1849; összeáll., szerk., előszó Hermann Róbert; Osiris, Budapest, 2001 (Millenniumi magyar történelem. Források)
- Görgei Artúr válogatott írásai. Értekezések, vitairatok, cikkek, interjúk, 1848–1915; vál., sajtó alá rend. Hermann Róbert; Zrínyi, Budapest, 2018

### Cikkei
- Marczius Tizenötödike 1848. június 5. (Egy kviétált huszár főhadnagy aláírással)
- Pesti Napló, 1861. 22. sz., 31. sz.
- Nyílt kérelem Kossuth Lajos úrhoz, Pesti Napló 1867. 126. sz.
- Történészeti megjegyzések, A Hon 1867. 231. sz.
- Dembinszki emlékiratairól, Budapesti Szemle 1875 (Demár János álnéven)
- Kossuth és Görgei; Még egyszer Kossuth és Görgei, Budapesti Szemle, 1881 (ez utóbbiakról különlenyomat is készült)

## Emlékezete
- Csiszér János 1911-ben emlékérmet készített, amelyet 94. születésnapján, 1912. januárban adtak át Görgei Artúrnak. Az emlékérmen a tábornok arcképe, és körben „Görgei Arthur 1848–49 1911” felirat olvasható:[18]
- Baksay Sándor püspök és költő még 1893-ban verset írt hozzá Görgeihez címmel, amelyről úgy rendelkezett, hogy Görgei Artur halála után jelenjen meg a Budapesti Hírlapban. A vers az újság 1916. május 28-i számában olvasható.[21]
- Visegrádon a Salamon-toronytól a Nagyvillám felé sétálva található a Görgey-bérc emlékmű (Csiszér János alkotása), amelyet 1933-ban állítottak, és 1998-ban újítottak fel. A kövekből összerótt, az idős Görgei Artúrt ábrázoló relieffel díszített emlékművön levő feliraton Zsitvay Tibor verse olvasható.[22]
- 1934-ben felavatták mellszobrát Miskolcon, egy róla elnevezett téren, amely a Görgey Artúr utca déli végében terült el. Jelenleg a szobor a Herman Ottó Múzeum Képtára bejárata mellett található.
- Tiszteletére a Budai Várban bronz lovas szobrot állítottak fel 1935. május 21-én, a Bástya sétány végében, a Prímás bástyán, ifj. Vastagh György alkotását. A szobrot a második világháborúban találat érte, bronzanyagát az 1950-es években a Sztálin-szobor öntéséhez használták fel. Az eredeti szobor rekonstrukcióját Marton László készítette el, 1997-ben. Most a Fehérvári-bástyán látható az Országos Széchényi Könyvtár és a Dísz tér közelében.
- Görgei Artúr-mellszobor ifj. Szlávics László alkotása 1990 óta áll a Honvédelmi Minisztérium előcsarnokában.
- Ongán az általános iskola 2000 óta viseli Görgey Artúr nevét. Hivatalos neve: Görgey Artúr Általános Iskola és Alapfokú Művészeti Iskola. Az iskola aulájában található a tábornok domborműve. A város főterén egy másik dombormű állít emléket a tábornoknak.[23]
- Baján, Budapesten, Debrecenben, Dunakeszin, Dunavarsányban, Érsekvadkerten, Gyálon, Gyömrőn, Kaposváron, Miskolcon, Ongán, Pilisvörösváron, Szombathelyen, Vácott is utca viseli a nevét.
- 2012 tavaszán Prágában, a Kožná utca 8. sz. ház falán elhelyezték emléktábláját, a Prágában diákként és tanárként töltött éveinek emlékére.
- Születése kétszázadik évfordulóján Visegrádon a Városháza udvarán avatták fel acéllemezből készült portrészobrát, mely ifjabb Szlávics László ez alkalomra készült alkotása.
- A Magyar Nemzeti Múzeum 2019. január 15. – június 23. között időszaki kiállításon mutatja be több mint 400 műtárgy, multimédiás alkalmazások, filmek segítségével a legendás tábornok örökségét.[24]

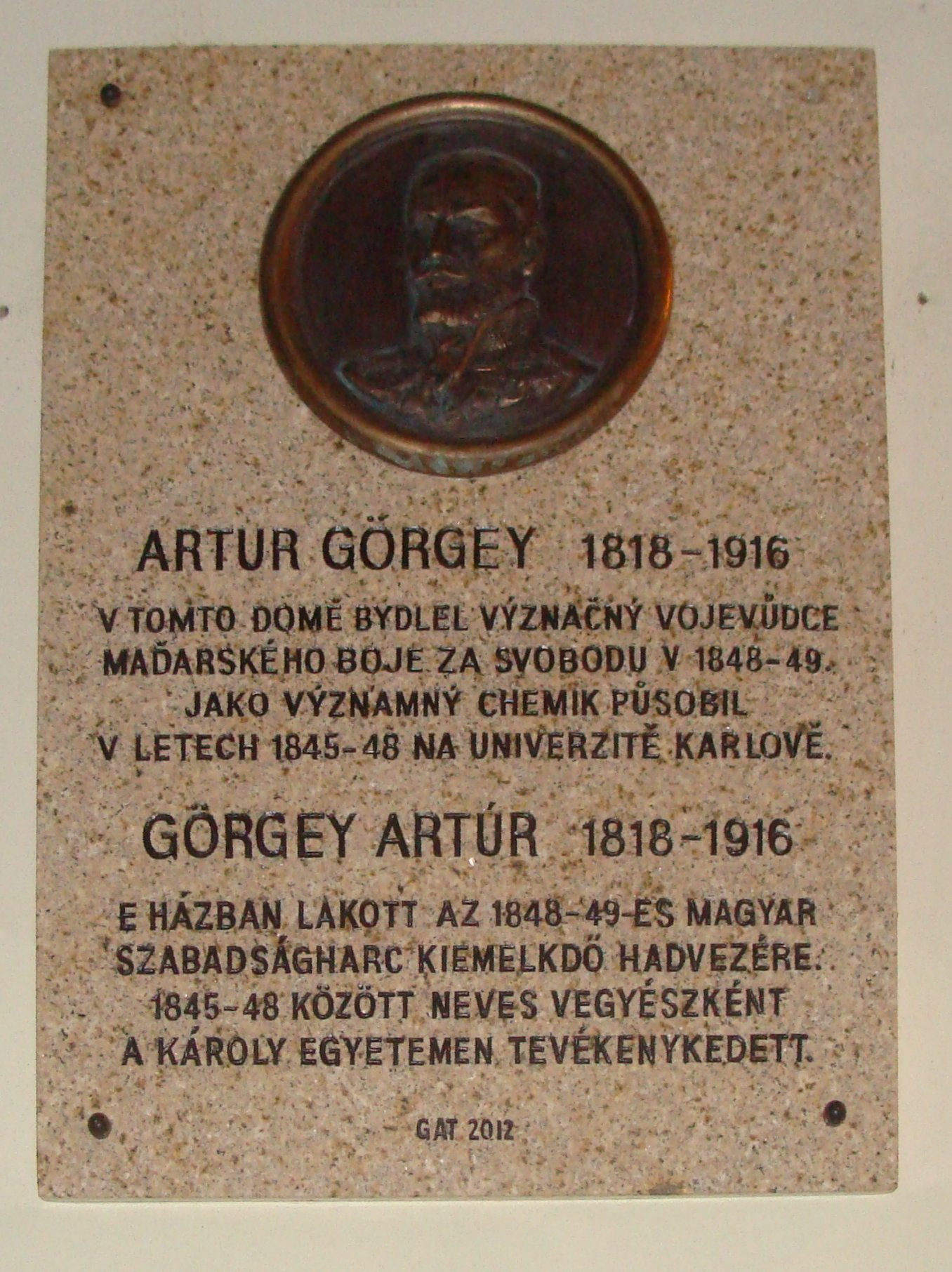
Görgei emléktáblája Prágában, egykori lakóházán (Kožná ulica 8.)
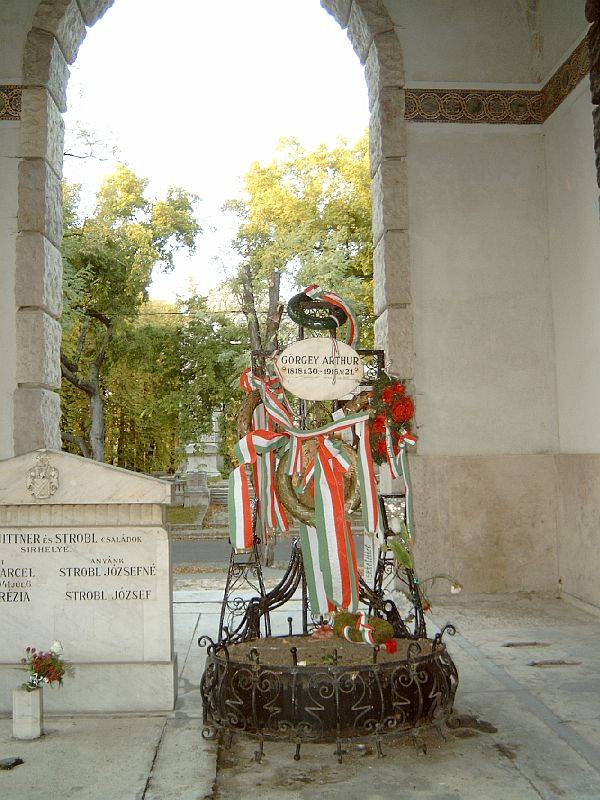
Görgei Artúr sírja Budapesten, Kerepesi temető: Á. J. 1.
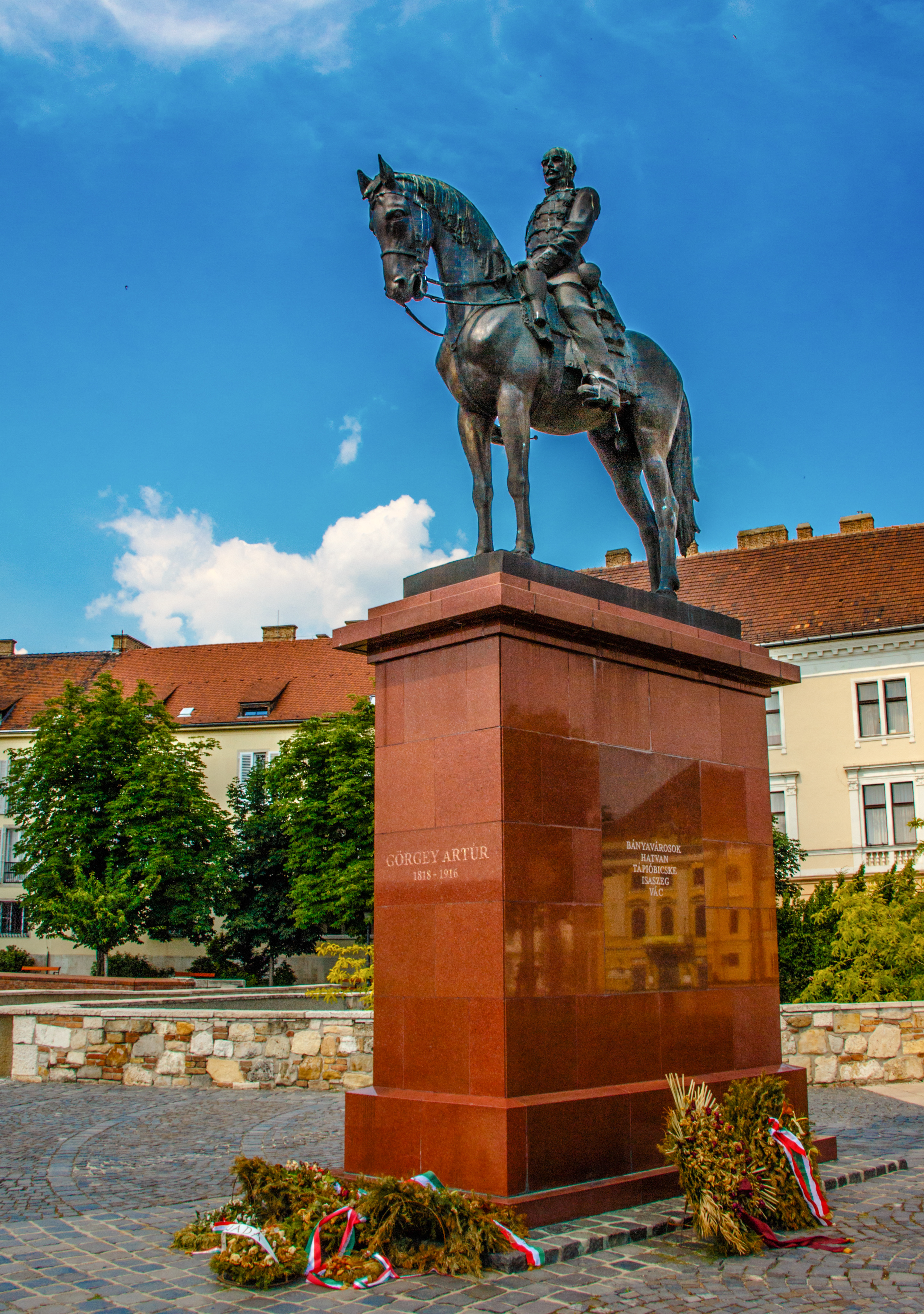
Görgei Artúr tábornok lovasszobra a Budai Várban
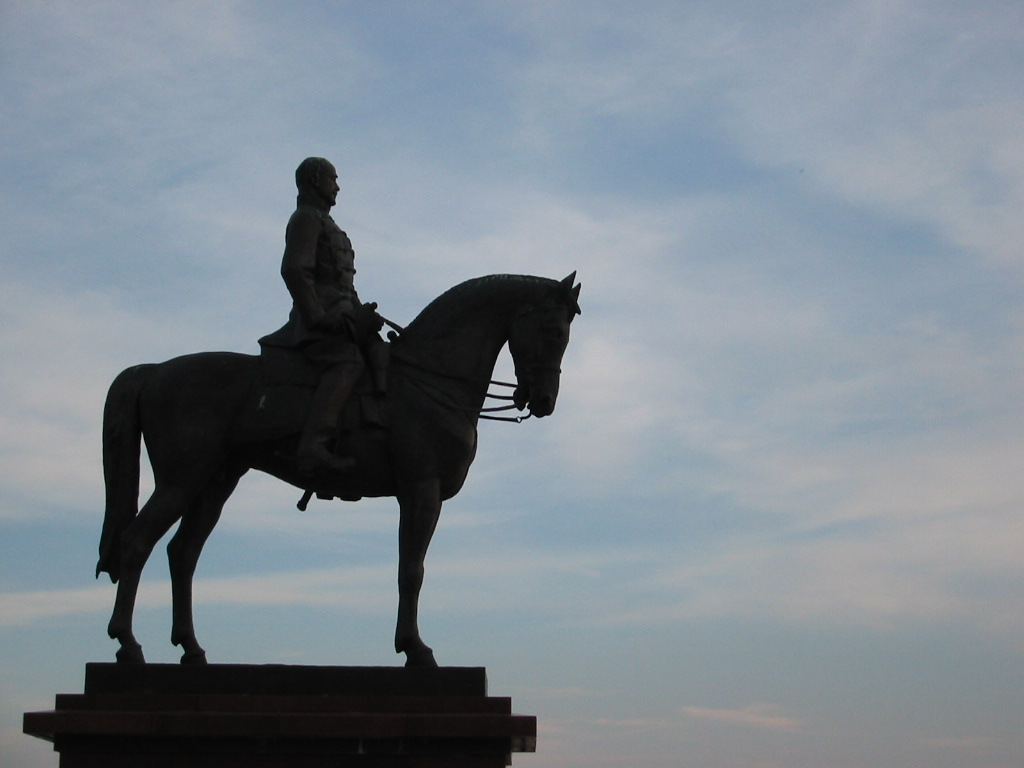
Szobra a Budai Várban
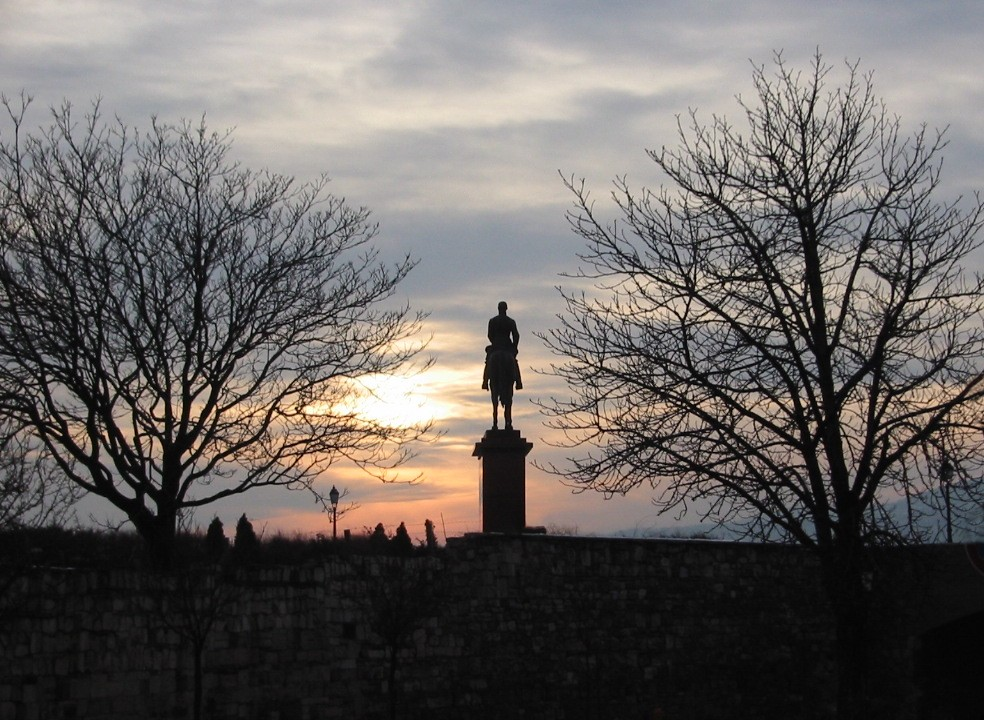
Szobra a Budai Várban
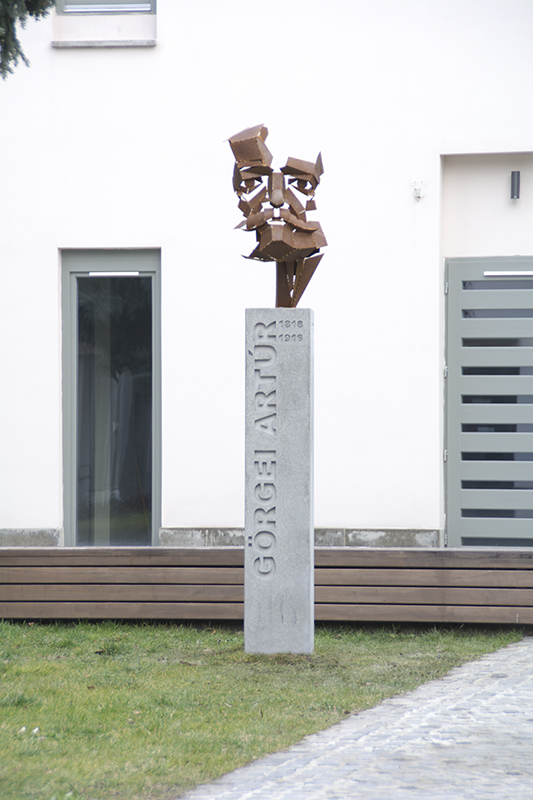
Szobra Visegrádon a Városháza belső udvarán
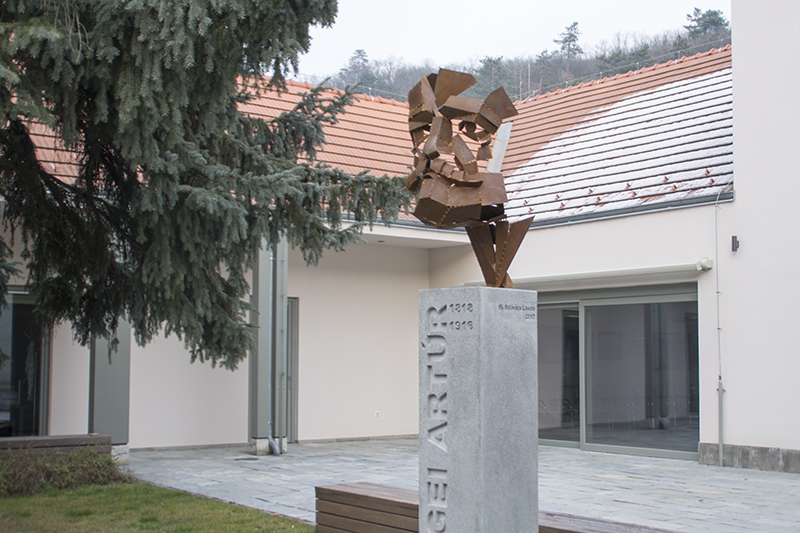
Szobra Visegrádon a Városháza belső udvarán
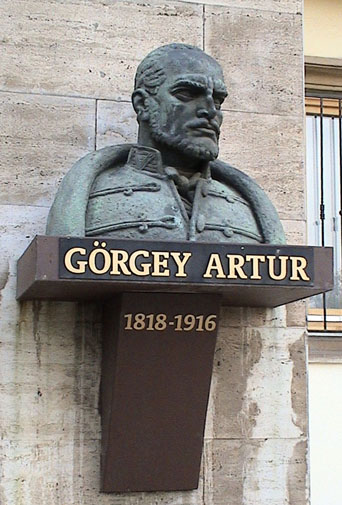
Miskolci mellszobra

## Alakja a szépirodalomban
- Féja Géza: Visegrádi esték (regény)
- Illyés Gyula: Két férfi (regény, 1950)
- Illyés Gyula: Fáklyaláng (dráma, 1957)
- Móricz Zsigmond: Görgey Artúr (1930)[25]
- Móricz Zsigmond: A Görgei-kérdés (Nyugat, 1931)[26]
- Németh László: Az áruló (történelmi dráma, 1954)[27]
- Sárközi György: Mint oldott kéve (történelmi regény, 1931)
- Nemes János: A fanyűvő unokája (Történelmi regény, 2013)

## Videófelvételek
- Görgey Artúr halálának 100. évfordulója. Buda Környéki Televízió – Youtube.com, Közzététel: 2016. november 14.
- Görgey Artúr emlékére – Youtube.com, Közzététel: 2010. december 13.
- Görgey Artúr, 90 évesen.  – Youtube.com, Közzététel: 2023. január 26.
- Cs. Szabó Béla. Görgey Artúr születésének 205.-dik évfordulójáról való megemlékezés. – Youtube.com, Közzététel: 2023. március 12.